# Noman Hosni
Pour les articles homonymes, voir Nomans.
Noman Hosni, né en 1980, est un humoriste de stand-up, acteur, réalisateur et animateur français.

## Biographie
Né d'un père originaire de Tunisie et d'une mère originaire d'Irak, il s'intéresse d'abord à la philosophie. Il s'inscrit ensuite dans une école de cinéma où il s'exerce au réglage d'image et de son sur plusieurs réalisations et documents TV. Il réalise aussi ses propres courts-métrages présents sur YouTube. Dans les années 2000, il s'installe à Genève. Il devient ensuite chroniqueur sur la chaîne Léman bleu, puis animateur sur TSR2 (chaîne nationale suisse) pour l'émission Garage Live.Son frère Khaldoun lui aussi est comique.

## Carrière

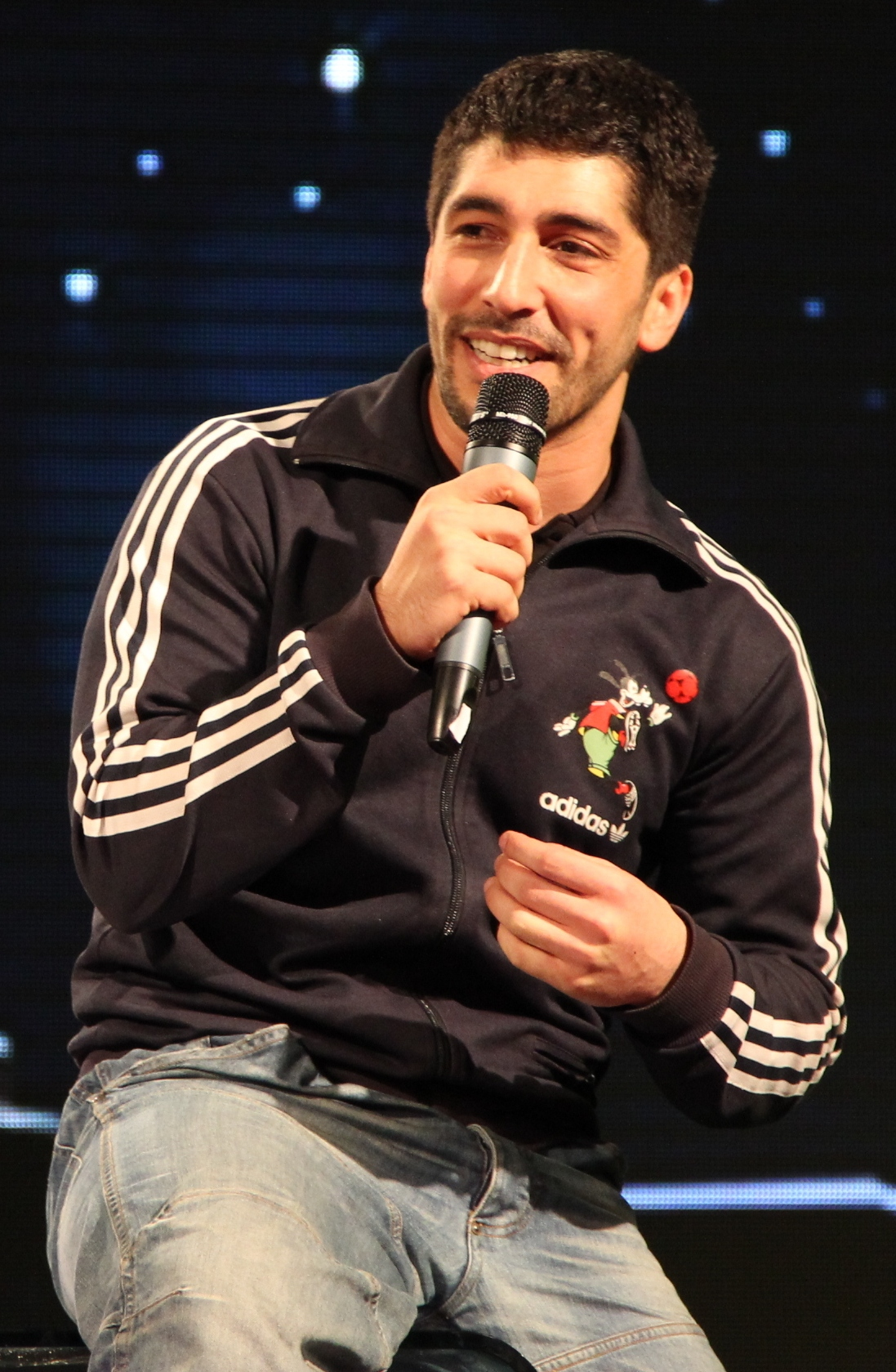
Noman Hosni sur scène en 2012.

Noman Hosni collabore au Swiss Comedy Club en tant qu’artiste et animateur des scènes ouvertes. Il remporte le prix de la Nuit de l’humour à Lausanne en 2009. Lors d’une de ses représentations, il se fait repérer pour le festival de Montreux auquel il prend part comme humoriste et animateur du Montreux Comedy Club. Il participe au Paleo Festival et est programmé sur Rire et Chansons.
Noman Hosni intègre la troupe du Jamel Comedy Club en 2011. Il anime également les Debjams et fait partie du Marrakech du rire. En 2012, il se lance sur les planches londoniennes en anglais. Peu après, avec l'International Comedy Club, il crée Noman's Land, un spectacle mensuel en français, à Londres. En 2013, il se produit au théâtre du Temple à Paris puis au Gymnase en 2014[réf. souhaitée]. Depuis cette date, il est programmé chaque année au festival Juste Pour Rire en été à Montréal[réf. souhaitée].
Noman participe à la Saison 4 d'On n'demande qu'à en rire. En 2015, il est chroniqueur pour Frédéric Lopez dans l'émission Folie passagère diffusée sur France 2. 
En 2016, c'est au Théâtre du Point-Virgule qu'il s'installe, et assure les premières parties des tournées de Norman Thavaud et Mathieu Madénian dans toute la France. Il joue un spectacle intitulé « Breaking dad » au Sentier des Halles (une salle située au centre de Paris et qui accueille des spectacles d'humour et de musique).

## Sport
Amateur de cascades et de sports extrêmes, Noman Hosni a pratiqué le trapèze volant, les arts martiaux, le free fight, la chute libre (es) et a été instructeur de roller in line.

## Filmographie

### Cinéma
- 2017 : Jour de pluie de Jhon Rachid et Antoine Barillot : Nordine (court-métrage)

### Télévision
- 2016 : Fais pas ci, fais pas ça (saison 8, un épisode) : Carlos
- 2017 : Profilage (saison 8, épisodes 3 et 4): Malik Belattar

## Spectacles
- 2018 : Histoires de weed, à l'occasion de la légalisation du cannabis au Canada, le 17 octobre 2018.
- 2019 : Sans capote.